# 海鸬鹚属
海鸬鹚属（学名：Urile），也称作北太平洋鸕鶿屬，是鸬鹚科下的一个属。

## 下属物种
本属包括以下物种：
- 白令海鸬鹚 Urile perspicillatus †
- 加州鸬鹚 Urile penicillatus (J.F.Brandt, 1837)
- 海鸬鹚 Urile pelagicus
- 红脸鸬鹚 Urile urile